# Margarida Reis Alves
Margarida Reis Alves (Vila Nova de Gaia, 18 de dezembro de 1933), é uma artista plástica portuguesa que foi pioneira na especialização das Artes do Têxtil no Porto.

## Biografia
Filha de Margarida Dias Reis e de Carlos José de Sousa Alves. Estudou na Escola Artística de Soares dos Reis, no Porto, tendo se especializado nas áreas de tecelagem, tapeçaria e processos de impressão têxtil. Foi professora na Escola Aurélia de Sousa e na Escola Artística Soares dos Reis, desde 1977 e até 1999. Colaborou com Marta Resende na lecionação de tapeçaria sob a regência de Amândio Silva, secção de Pintura da Escola de Belas Artes do Porto. É pioneira na especialização das Artes do Têxtil no Porto, a par de Gisele De Santi, em Lisboa. 
Enquanto especialista, realizou vários programas de tecelagem e tapeçaria para o ensino artístico para a Direção Geral do Ensino e para o programa artes do têxtil do curso superior de manualidades educativas da Cooperativa de Ensino Superior Artístico Árvore. Contactou com Ernesto de Melo e Castro, criador do curso das “Artes e Técnicas dos Tecidos” na Escola Secundária Artística António Arroio, em Lisboa, adaptando-o aos contextos de lecionação da Escola Aurélia de Sousa e mais tarde da Escola Artística de Soares dos Reis. Esta área disciplinar coordenada por Margarida Reis, influenciou anos mais tarde a criação da disciplina “Têxteis Construídos” na Faculdade de Belas Artes da Universidade do Porto por Rute Rosas, em 2010.

## Arte

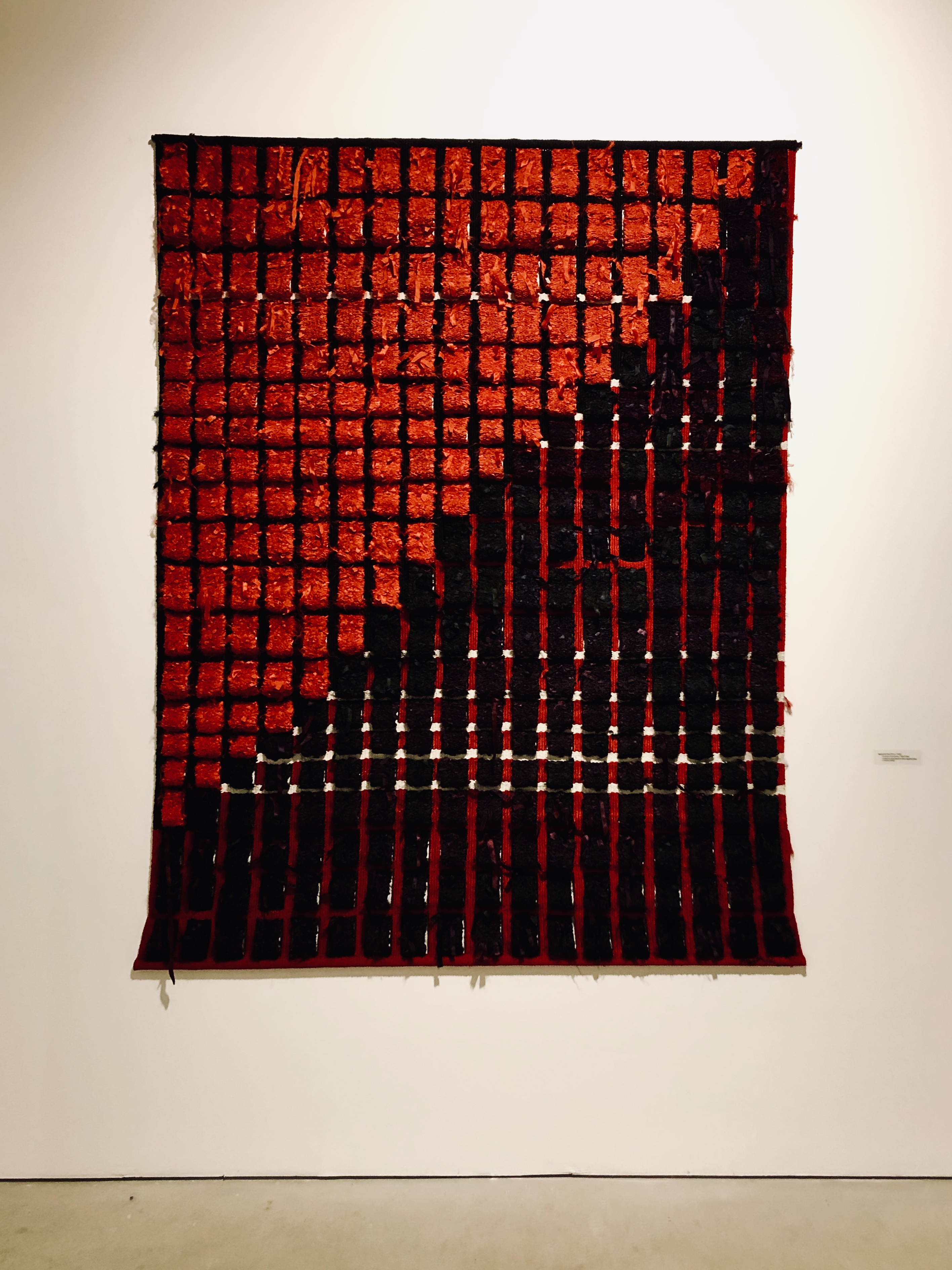
Imagem de "Estrutura e Movimento" 1986-1987. Coleção de Arte da Caixa Geral de Depósitos.

Expõe desde 1986 com objectos têxteis que desafiam certas regras ligadas à tapeçaria e tecelagem, relacionando várias tecnologias associadas às técnicas de agulha e malha. Foi bolseira da Fundação Calouste Gulbenkian entre 1993 e 1995, período de grande produção que propiciou a realização da sua primeira exposição individual “A Linguagem Amorosa dos Têxteis” na Cooperativa Árvore, no Porto, em 1995.
Fez incidir a sua prática artística na matéria têxtil em especial na seda, algodão e linho e explorando várias técnicas tradicionais associadas. Mas também se encontram nos seus trabalhos a pedraria, fios metalizados, pedras de cristal, tule, fios de ouro, prata, sementes, flores que justapõe de formas singulares. Com o linho realizou várias experiências com vista a que o fio de linho adquirisse volume e permitisse criar obras têxteis que fixassem uma volumetria. Para esse efeito colaborou com engenheiros do antigo Instituto Tecnológico da Covilhã, para transformar a fibra pesada do linho e fazê-lo adquirir volumetria. Também a tinturaria é idealizada pela artista e produzida em colaboração com a Eng. Maria Natália Queiroz e o Eng. Miguel Frederico, este último na altura diretor do Instituto Tecnológico da Covilhã. A propósito das cores no trabalho de Margarida Reis, Luísa Dacosta refere que "esta cosmogonia em azul-azuis, que vão do azul noite, matizado de verdes, ao mais aberto e auroral, este azul-azulíssimo engloba-nos, placentário, na sua atmosfera e azulesce-nos a alma e os sentidos". O processo experimental de transformação do linho inspirou a sua primeira exposição e em particular as obras "Campos de Linho. Nascendo, Florindo e Dormindo ao Sol", que integram a coleção de arte da Fundação Belmiro de Azevedo.

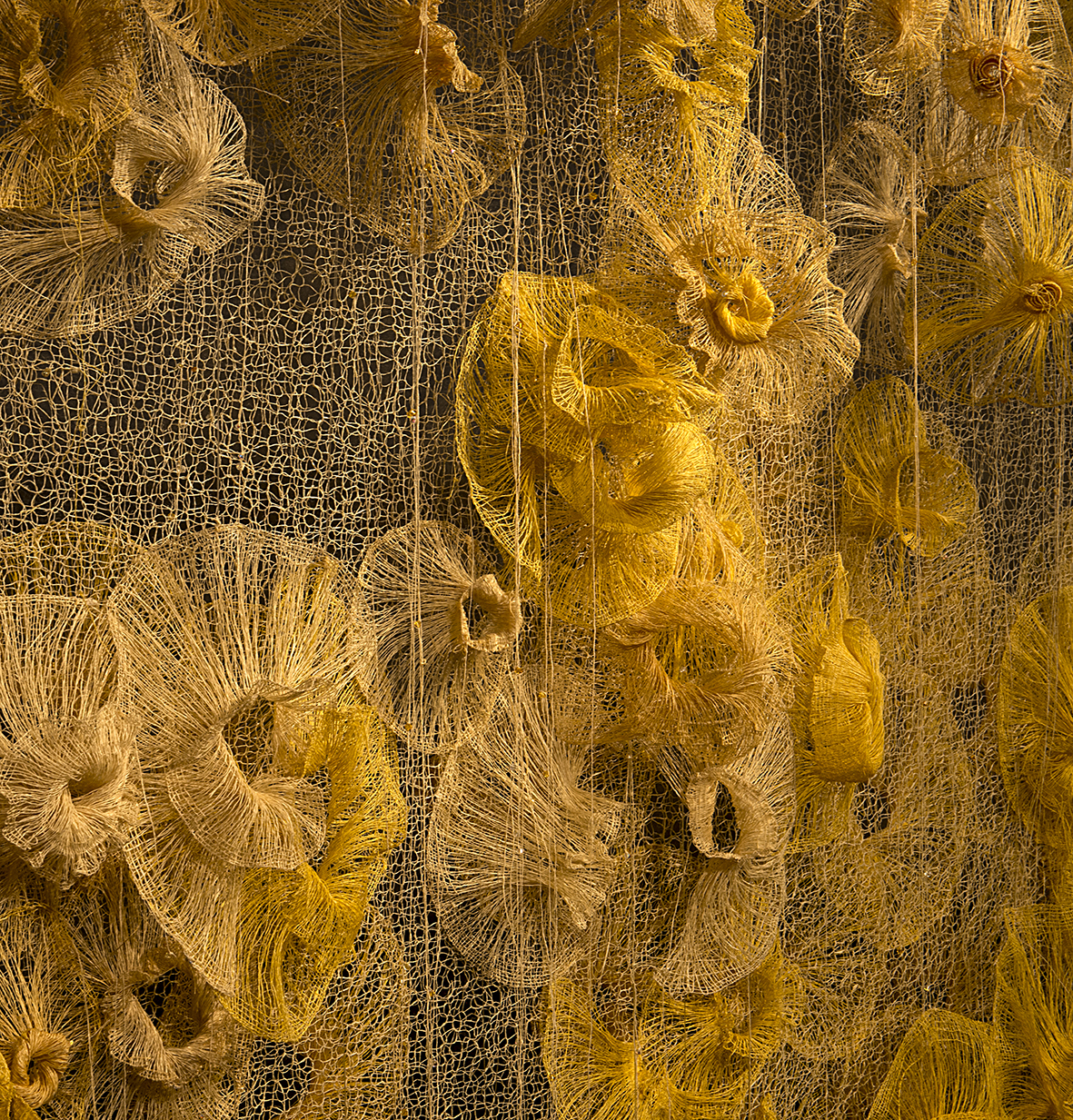
Margarida Reis, detalhe da obra Escritas do Sol, 2015

Conceptualmente interessa-lhe a memória da tapeçaria, desenvolver o seu legado justapondo com elementos que retira da natureza, como a espiral, o buraco negro, a rede, as suas memórias e inquietações sobre o ser, a origem e o eterno retorno. Fernando Pernes refere "nocturna e solar é bem esta arte, afecta às raízes da vida, mesclando os azuis, vermelhos e ouros-cinza, do sangue ou dos campos de linho, a tecerem um imaginário de modernidade cheio de ancestralidade". O seu processo de trabalho é longo e demorado. Por exemplo, a série que compõe "Em Busca do Silêncio  à Procura do Mar" (1995-2002) demorou 7 anos a ser produzida e a série “Escritas do Sol” (2004-2015) 11 anos a ser realizada.

## Seleção de Exposições Individuais
- A Linguagem Amorosa do Têxtil, Cooperativa Árvore, Porto (12 a 31 de maio 1995)
- Em Busca do Silêncio à procura do Mar, Museu Alberto Sampaio, Guimarães (2002) e Contextile, Guimarães (2013)
- Escritas do Sol, Galeria Municipal de Matosinhos (2015)

## Prémios
Arachné, 2.º Prémio da Bienal Nacional de Matosinhos

## Coleções
As suas obras encontram-se presentes nas colecções de várias entidades, entre elas: 
- Culturgest - Caixa Geral de Depósitos

- Fundação Belmiro de Azevedo

Várias coleções particulares